# 最後の楽園
『最後の楽園』（さいごのらくえん）は、早稲田ちえによる日本の漫画作品、およびそれを表題作とした漫画短編集。
『なかよし』1993年12月号増刊『なかぞう』（講談社）クリスマス号に掲載された。単行本は同社の講談社コミックスなかよしより刊行。

## 書誌情報
- 早稲田ちえ 『最後の楽園』 講談社〈講談社コミックスなかよし〉、1995年1月9日第1刷発行、ISBN 4-06-178795-0
  - 表題作のほか、読み切り作品「真夏の一秒」「熱視線」が同時収録されている。